# Die Kralle
Die Kralle (Originaltitel: The Scarlet Claw) ist ein US-amerikanischer Film über Sherlock Holmes, der, wie einige weitere dieser Filmreihe, jedoch nicht auf einer der Geschichten von Sir Arthur Conan Doyle basiert. Die Filmstory stammt aus der Feder von Drehbuchautor Paul Gangelin.

## Handlung
Im kanadischen Ort La Morte Rouge wurden mehrere Schafe aufgefunden, deren Kehle mit einem scharfkantigen Gegenstand durchtrennt wurde. Da die Dorfbewohner sich die Ereignisse nicht anders erklären können, gehen sie davon aus, dass ein Untier hinter den mysteriösen Ereignissen stecken muss. Schließlich soll laut alten Erzählungen schon vor rund einem Jahrhundert ein Untier La Morte Rouge heimgesucht haben.
Unweit des Dorfes werden die Geschehnisse auf einer Okkultisten-Tagung diskutiert, die auch Sherlock Holmes und Dr. Watson besuchen. Holmes setzt sich dafür ein, bei den Tiermorden lieber menschliche statt übernatürliche Ursachen in Betracht zu ziehen. Während Holmes mit dem aus La Morte Rouge stammenden Lord Penrose diskutiert, erreicht diesen die Nachricht, dass seine Frau Lady Penrose ebenfalls mit durchgeschnittener Kehle tot aufgefunden wurde. Nachdem der Lord seine Rückkehr in das Dorf verkündet hat, erreicht Holmes ein Brief der Verstorbenen, den sie vor ihrem Tod verfasste und in welchem sie ihn um Hilfe bat. Um den Fall aufklären zu können, reisen Holmes und Watson nach La Morte Rouge.
Dort angekommen werden Holmes und Watson von Lord Penrose trotz des Briefes seines Hauses verwiesen, da der Lord eine spirituelle Ursache hinter der Tat vermutet. Holmes erkennt noch, dass Lady Penrose in Wahrheit die ehemalige Schauspielerin Lillian Gentry war, bevor er nähere Informationen bei der örtlichen Polizei sucht. Hier wird er von Sergeant Thompson in das Hotel des ehemaligen Gefängniswärters Emile Journet geschickt, wo er und Watson sich ein Zimmer nehmen. Während einer nächtlichen Untersuchung im Moor begegnet Holmes dem vermeintlichen Untier. Dieses flieht und lässt dabei einen Stofffetzen an einem Ast zurück: Das Untier war lediglich eine Person in fluoreszierender Kleidung.
Holmes befragt den örtlichen Schneider und findet heraus, dass der zurückgelassene Stoff offenbar nur vom ehemaligen Richter Brisson gekauft wurden. Den zurückgezogen lebenden Richter suchen Holmes und Watson daraufhin auf. Dieser verweist darauf, dass er eines seiner Hemden auch an seinen ehemaligen Gärtner weitergegeben hat. Die Suche nach diesem führt Holmes, Watson und Thomson zu einem heruntergekommenen Hotel, in welchem sich der vermeintliche Gärtner befindet, der den dreien jedoch entkommt.
Weitere Untersuchungen im Hotelzimmer führen Holmes dazu, dass der Gärtner in Wahrheit der ehemalige Schauspieler Alistair Ramson ist, der aufgrund eines Mordes zu lebenslanger Zuchthausstrafe verurteilt wurde. Nachdem er entkommen konnte, möchte er nun Rache an Personen nehmen, die ihm seiner Ansicht nach Unrecht taten, wozu er sich mehrerer Verkleidungen bedient, zu denen auch das Untier gehörte. Nach seiner einstigen Schauspielkollegin Lady Penrose, die er aufgrund ihrer Ehe zu Lord Penrose aus Eifersucht ermordete, sucht er Richter Brisson auf, der ihn damals verurteilte. Obwohl Holmes den Richter vorwarnt, kann er dessen Tod nicht mehr verhindern, da Ramson sich als Brissons Haushälterin Nora verkleidet hat.
Nach einer zwischenzeitlichen Gegenüberstellung mit Ramson kann der Meisterdetektiv korrekt schließen, dass Ramson zuletzt Journet umbringen möchte, der ihn im Zuchthaus bewachte. Nachdem Ramson zunächst noch Journets Tochter Marie ermordet, schließt sich dieser mit Holmes zusammen, um Ramson zu überlisten: Holmes kündigt seine Abreise an und begibt sich daraufhin als Journet verkleidet in das Moor, um Ramson aus seiner Tarnung hervorzulocken. Tatsächlich folgt ihm Potts, der liebenswürdige Briefträger des Ortes, welcher sich als Verkleidung Ramsons entpuppt. Ramson hatte den echten Potts schon vor dessen Ankunft in La Morte Rouge ermordet und dessen Identität angenommen.  Von Holmes Trick überrascht, versucht er zu fliehen, wird jedoch von den alarmierten restlichen Dorfbewohnern schnell umzingelt. Letztendlich wird er vom tatsächlichen Journet in Notwehr durch seine eigene Waffe, eine kleine krallenförmige Gartenharke, getötet.
In einer letzten kurzen Szene des Films, die in der deutschen Synchronfassung nicht enthalten ist, bekräftigt Holmes (in Bezug auf den damals stattfindenden Zweiten Weltkrieg) in einer patriotischen Rede die Wichtigkeit Kanadas für die Alliierten.

## Hintergrund
Der Arbeitstitel des Films war Sherlock Holmes in Canada. Nach einer Weltpremiere am 18. Mai 1944 in New York kam The Scarlet Claw am 26. Mai 1944 landesweit in die amerikanischen Kinos.

## Deutsche Synchronisation
Die deutsche Synchronfassung entstand 1969 beim Deutschen Fernsehfunk in der DDR und wurde am 22. Mai 1969 unter dem Titel Die scharlachrote Kralle erstausgestrahlt. Die Hauptrollen sprachen Walter Niklaus (Sherlock Holmes) und Alfred Bohl (Dr. Watson).

## Kritiken
Craig Butler beurteilt Die Kralle bei Allmovie als einen der stärksten Beiträge der Sherlock-Holmes-Reihe mit Basil Rathbone. Der Film profitiere von der düster gehaltenen, atmosphärischen Inszenierung des kanadischen Dorfes und einer intelligent geschriebenen Krimihandlung, die Arthur Conan Doyle Ehre mache. Basil Rathbone sei wie immer sehr gut als Holmes, während Nigel Bruce als Watson womöglich zu „zappelig“ aus der Sicht von Holmes-Puristen sei, aber diese Zappeligkeit sehr unterhaltsam sei. Auch die Nebendarsteller wie Gerald Hamer oder Paul Cavanaugh wüssten zu überzeugen. Bis auf die zusammenhangslose Lobrede auf Kanada in der letzten Szene des Filmes gäbe es wenig, worüber sich der Zuschauer beschweren könnte.
Auch Dennis Schwartz sieht Die Kralle als einen der unterhaltsameren Beiträge der Filmreihe. Regisseur Neill halte die Nebelmaschinen in vollem Gebrauch, doch seine Inszenierung sei kompetent und durchaus effektiv. Die „unheimliche Atmosphäre“ (creepy atmosphere) und die „grimmige Rachemördergeschichte“ erinnerten etwas an Der Hund von Baskerville, aber gegen Ende entwickele sich die Geschichte in eine andere Richtung.

## DVD
Der Film ist 2007 zusammen mit den Filmen Die Perle der Borgia und Das Haus des Schreckens bei Koch Media Home Entertainment in einem 3er-DVD-Set erschienen. Enthalten sind beide Synchronfassungen des Films sowie ein Audiokommentar eines Sherlock-Holmes-Experten.